# Svaštarnica
Svaštarnica, sajmište (ili srbizmi buvljak, buvlja pijaca, tur. bitpazar, hrv. bušja pijaca,bušja tržnica, germanizam fihplac) mjesto je gdje se prodaje jeftina ili rabljena roba. Svaštarnice mogu biti u zatvorenom prostoru, poput skladišta ili športskih dvorana, a mogu biti i na otvorenom prostoru ili pod šatorom. Obično označava neuređeno mjesto na otvorenom gdje ljudi nude na prodaju najrazličitije, često rabljene, stare i malo vrijedne stvari.
Na svaštarnicama mogu prodavati privatne osobe ili profesionalci.

## Svaštarnice u Hrvatskoj
- U Zagrebu je najveća svaštarnica sajam na Jakuševcu, popularno zvani Hrelić, i svaštarnica na Britanskom trgu.

## Vanjske poveznice
- Članak u VL
- Zagrebinfo  Arhivirana inačica izvorne stranice od 20. travnja 2016. (Wayback Machine)